# Mathilde d'Angleterre (1156-1189)
Pour les articles homonymes, voir Mathilde d'Angleterre.
Mathilde d'Angleterre, née en août 1156 au château de Windsor (Berkshire) et morte le 28 juin 1189 à Brunswick en Saxe, est une princesse de la maison Plantagenêt, fille du roi Henri II d'Angleterre et d’Aliénor d'Aquitaine. Après avoir épousé Henri le Lion en 1168, elle fut duchesse de Saxe et de Bavière jusqu'à la chute de son mari en 1180.

## Biographie
Le troisième enfant et la première fille du roi Henri II (1133-1189) et d’Aliénor d'Aquitaine (v.1122-1204), Mathilde était la sœur aînée des rois futurs Richard Cœur de Lion et Jean sans Terre. Elle a été baptisée par l'archevêque Thibaut de Canterbury dans l'église de la Sainte-Trinité d'Aldgate. Elle vécut à partir de 1160 avec sa mère Aliénor à la cour d'Henri II en Normandie. Au début de l'année 1163, Mathilde dut regagner l'Angleterre avec ses parents.

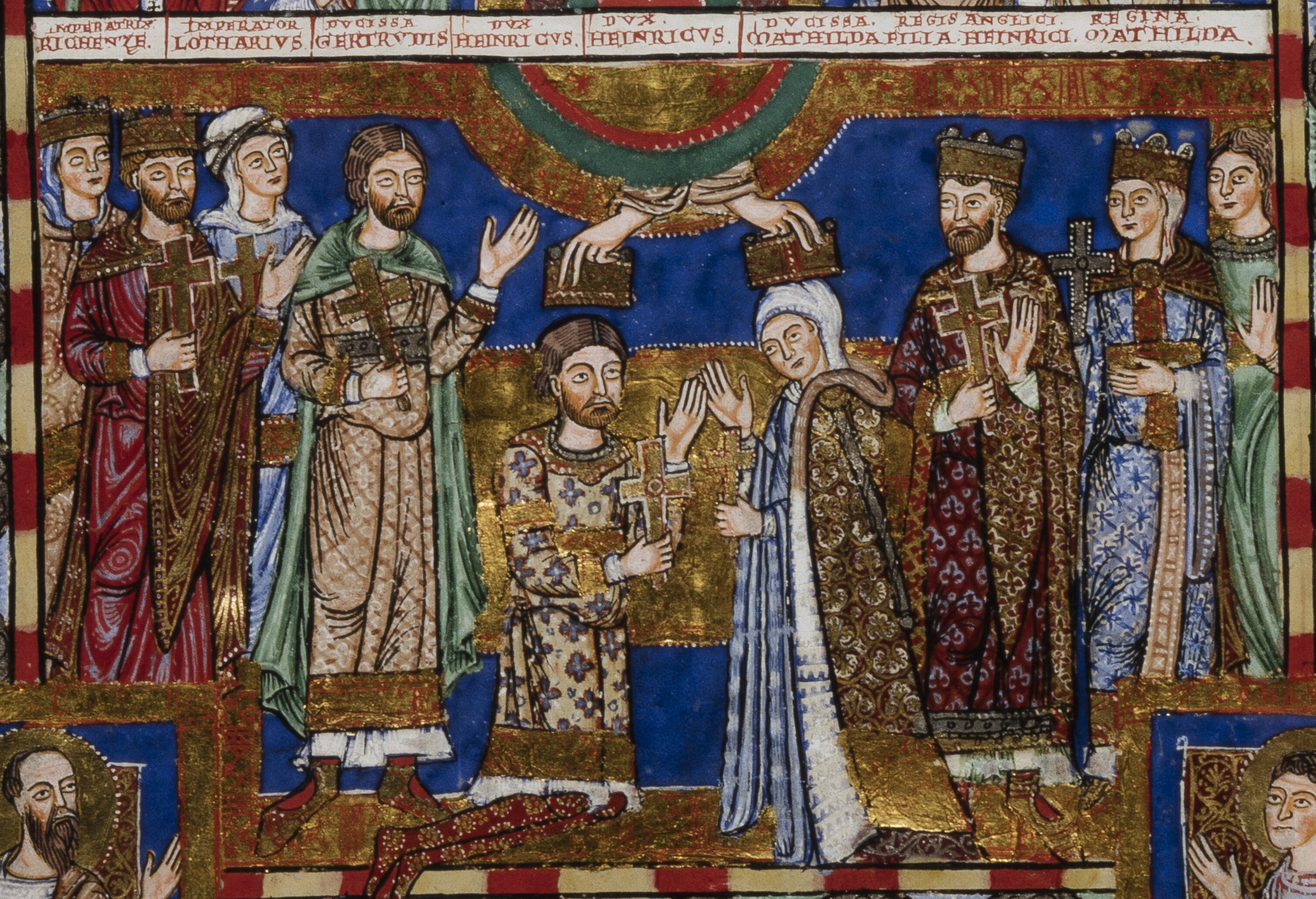
Scène de couronnement d'Henri et Mathilde, Évangéliaire d'Henri le Lion (vers 1188).

Dès 1157 déjà, l'empereur Frédéric Barberousse poursuit l'amélioration des relations avec l'Angleterre et les Plantagenêt en détachant des envoyés à la cour de Henri II. En retour, des ambassadeurs anglais participent à la Diète d'Empire à Wurtzbourg. Les deux souverains ont été rapprochés par le fait qu'ils étaient tous deux entrés en conflit avec le pape Alexandre III. Au printemps 1165, Frédéric a envoyé son archichancelier, l’archevêque de Cologne Rainald von Dassel, à Rouen : il conclut les fiançailles de Frédéric, le fils de l'empereur âgé seulement d'un an, avec la princesse Aliénor, tandis que le plus puissant vassal de l'empereur, le duc Henri le Lion, souverain de Saxe et de Bavière (qui venait de divorcer d'avec Clémence de Zähringen en 1162) épousait, lui, la princesse Mathilde ; le prince Frédéric, mort prématurément en 1170, ne devait jamais épouser la princesse Aliénor.
Âgée de seulement 11 ans, Mathilde prit la mer à la fin du mois de septembre 1167, accompagnée de trois nefs chargées de cadeaux de présents et d'une foule de courtisans, et sa mère l'accompagna de Normandie en Germanie ; son futur mari avait trente ans de plus qu'elle. Les noces, somptueuses, furent célébrées par l'évêque Werner le 1er février 1168 à la cathédrale de Minden. Les festivités se poursuivirent à la cour saxonne de Brunswick. La dot fit du duc guelfe l'un des princes les plus riches de son temps. Accompagné par les archevêques Philippe de Heinsberg et Chrétien de Bûche, le couple s'est rendu à Rouen en septembre ; toutefois, les négociations sur une alliance militaire contre la papauté et le roi Louis VII de France n'ont pas abouti face à la résistance du clergé anglais, avec à sa tête l'archevêque Thomas Becket.
Lorsque Henri le Lion partit pour un pèlerinage vers la Terre sainte en 1172, Mathilde s'est acquittée de ses tâches de représentation. Elle a soutenu les projets de son mari visant à aménager la ville de Brunswick en une somptueuse résidence. Après l'assassinat de Thomas Becket, elle s'engage auprès du pape Alexandre III pour sa canonisation achevée en 1173. Cette même année débute la construction de la cathédrale de Brunswick — l'église a été consacrée le 29 décembre 1226 et Thomas Becket est fait son patron.
En 1182 Frédéric Barberousse bannit le couple de l’empire.
Alors le père de Mathilde met le château d’Argentan à sa disposition (d’où elle rend visite à sa mère, alors prisonnière en Angleterre). Au château en Normandie, Bertrand de Born lui rend hommage ainsi :
‘L’ennui et la vilenie d’Argentan m’aurait tué sans faute, mais le gentil corps amoureux, le doux visage compatissant et la bonne compagnie de la Saxonne me protégeaient.’ 
D’ailleurs, le poète français témoigne copieusement de la beauté de la duchesse. 

## Famille et descendance
Elle épouse le 1er février 1168, à l'âge de onze ans, Henri le Lion († 1195), duc de Saxe et de Bavière, dont elle a six enfants :
- Richenza (II) dite Mathilde (1172-1209/1210) fiancée en 1184 à Guillaume le Lion roi d'Écosse, elle épouse en 1189 Geoffroy III du Perche et en 1204 Enguerrand III de Coucy ;
- Henri V (1173-1227), comte palatin du Rhin ;
- Otton IV (1174-1218), empereur romain germanique ;
- Lothaire (1174/1175-1190) ;
- un fils anonyme (1182-jeune) ;
- Guillaume de Lunebourg (1183-1214), duc de Lunebourg, tige de la maison de Brunswick.